# Conus telatus
Espèce
Statut de conservation UICN

 LC  : Préoccupation mineure
Conus telatus est une espèce de mollusques gastéropodes marins de la famille des Conidae.
Comme toutes les espèces du genre Conus, ces escargots sont prédateurs et venimeux. Ils sont capables de « piquer » les humains et doivent donc être manipulés avec précaution, voire pas du tout.

## Description
La taille de la coquille varie entre 45 mm et 100 mm. Son aspect est presque similaire à celui de Conus textile Linnaeus, 1758 mais les réticulations triangulaires sont beaucoup plus fines que chez le type. Les trois bandes habituelles sont chacune divisées en deux, avec des espaces intermédiaires étroits.

## Distribution
Cette espèce marine est présente au large des Philippines du Sud.

### Niveau de risque d’extinction de l’espèce
Selon l'analyse de l'UICN réalisée en 2011 pour la définition du niveau de risque d'extinction, cette espèce est présente sur une aire de répartition relativement large à l'intérieur des Philippines. Elle est commune dans les eaux peu profondes et profondes. Il n'y a pas de menaces majeures connues pour cette espèce. Elle est classée comme étant de préoccupation mineure.

## Taxonomie

### Publication originale
L'espèce Conus telatus a été décrite pour la première fois en 1848 par l'éditeur et naturaliste britannique Lovell Augustus Reeve dans « Conchologia Iconica, or, illustrations of the shells of molluscous animals »,.

### Synonymes
- Conus (Cylinder) telatus Reeve, 1848 · appellation alternative
- Cylinder telatus (Reeve, 1848) · non accepté
- Cylindrus telatus (Reeve, 1848) · non accepté